# بشر المريسي
أبو عبد الرحمن بشر بن غياث بن أبي كريمة العدوي مولاهم البغدادي المريسي، ولد حوالي سنة 138 هـ/755 م، كان أبوه يهودياً فأسلم وصار من موالي آل زيد بن الخطاب. بدأ بشر حياته كفقيه ومحدث، فأخذ الفقه عن أبو يوسف القاضي، وروى الحديث عن حماد بن سلمة وسفيان بن عيينة، ولكنه بعد ذلك تأثر بالمعتزلة وصار منهم. توفي سنة 218 هـ/833 م وهو في الثمانين من عمره. قال الصيمري: «وَمن أَصْحَاب أبي يُوسُف خَاصَّة بشر بن غياث ‌المريسي وَله تصانيف وَرِوَايَات كَثِيرَة عَن أبي يُوسُف وَكَانَ من أهل الْوَرع والزهد غير أَنه رغب النَّاس عَنهُ»
وأورد الذهبي في كتابه سير أعلام النبلاء: كان بشر من كبار الفقهاء، أخذ عن القاضي أبو يوسف، وروى عن حماد بن سلمة، وسفيان بن عيينة. ونظَرَ في الكلام، فَغَلَب عليه، وانسلخَ من الوَرَعِ والتقوى، وجَرَّد القول بخلق القرأن، ودعا إليه، حتى كان عينَ الجَهْمِيَّة في عصره وعالِمَهم، فَمَقَتَهُ أهلُ العلم، وكَفَّرّهُ عِدَّة، ولم يدرك جَهْمَ بن صفوان، بل تَلَقَّفَ مقالاته من أتباعه.

## ورعه
قال ابن النديم: «كان دينا ورعا متكلما»، ثم حكى أن البلخي قال: «بلغ من ورعه أنه كان لا يطأ أهله ليلا مخافة الشبهة، ولا يتزوج إلا من هي أصغر منه بعشر سنين مخافة أن تكون رضيعته -أي اشتركت معه في الرضاعة-».

## خلق القرآن
كان بشر يقول بخلق القرآن منذ أيام الرشيد، وظل يدعو إلى ذلك نحواً من أربعين سنة، ويؤلف في ذلك الكتب. إلى أن جاءت أيام المأمون حيث كان بشر من المقربين إليه وممن دعاه إلى القول بخلق القرآن. وقد رد عليه المحدثون ببغداد وبدعوه، وكان من أبرز من رد عليه الدارمي في كتاب: الرد على بشر المريسي، وعبد العزيز الكناني في كتاب: الحيدة والاعتذار في الرد على من قال بخلق القرآن.
وأورد الخطيب البغدادي في كتابه تاريخ بغداد (كتاب) عن محمد بن يوسف العباسي. قال: حدثني محمد بن علي بن ظبيان القاضي. قال: قال لي بشر بن غياث المريسي: القول في القرآن قول من خالفني غير مخلوق. قال قلت فالقول قولهم ارجع عنه، قال أرجع عنه وقد قلته منذ أربعين سنة، ووضعت فيه الكتب، واحتججت فيه بالحجج.

## كتبه
وللمريسي تصانيف جمة ذكرها ابن النديم في الفهرست، منها: كتاب في التوحيد، وكتاب الإرجاء، وكتاب الرد على الخوارج، وكتاب الاستطاعة، والرد على على الرافضة في الإمامة، وكتاب كفر المشبهة، وكتاب المعرفة، وكتاب الوعيد.

## المريسية
المريسية، فرقة من مرجئة بغداد، تنسب لبشر المريسي، الذي كان يتبع رأي أبي يوسف القاضي، ثم استقل بمنهجه.

## نظرة أهل السنة له
- قال عبد الرحمن بن يحيى بن خاقان: وسألته عن إبراهيم بن عتاب، فقال: لا أعرفه، إلا أنه كان من أصحاب بشر ‌المرِيسي فينبغي أن يحذر ولا يقرب ولا يقلد شيئًا من أمور الناس.[7]
- قال الخلال: وأخبرني عبد الملك الميموني أن أبا عبد الله (أحمد بن حنبل) ذُكِرَ عنده بشر ‌المريسي، فقيل: كافر. فلم أر أبا عبد اللَّه أنكر من قول القائل شيئًا.[8]
- قال الخلال: أخبرني محمد بن علي؛ قال: ثنا الأثرم؛ قال: سمعت أبا عبد الله (أحمد بن حنبل) قديمًا يُسأل عن الصلاة خلف بشر ‌المريسي؛ قال: لا يصلى خلفه.[9]
- قَالَ وَكِيعٌ: عَلَى ‌الْمَرِّيسِيِّ لَعْنَةُ اللَّهِ[10]
- قال يزيد بن هارون: حَرَّضْتُ غَيْرَ مَرَّةٍ أَهْلَ بَغْدَادَ عَلَى قَتْلِ ‌الْمُرَيِّسِيِّ[11]

## كتب أخرى يمكن الرجوع إليها
- فضل الاعتزال وطبقات المعتزلة، القاضي عبد الجبار المعتزلي
- الفهرست، ابن النديم
- تاريخ بغداد، الخطيب البغدادي
- البداية والنهاية، ابن كثير
- ضحى الإسلام، أحمد أمين

## وصلات خارجية
- كتاب الدارمي في الرد على المريسي[وصلة مكسورة]
- كتاب بشر المريسي وآراؤه الاعتقادية